# Pâturages (Colfontaine)
Ne doit pas être confondu avec Pâturage.
Pâturages est une section de la commune belge de Colfontaine située en Wallonie dans la province de Hainaut. 
C'était une commune à part entière avant la fusion des communes de 1977.

## Évolution démographique
- Sources : INS, Rem. : 1831 jusqu'en 1970 = recensements, 1976 = nombre d'habitants au 31 décembre[2].

## Histoire
Pâturages est arrosé par le ruisseau du Rieu du Cœur, que l'on devrait écrire « chœur » car il a pris ce nom de son passage derrière le chœur de l'église de Frameries. À l'époque romaine, ce territoire était habité, comme en témoignent les nombreuses antiquités qu'on y a découvertes. Les dépendances anciennes sont Caud-Caillou, Chaud caillou, rappelant peut-être un affleurement de houille qui se serait embrasé ; Cul du Quevau, où « Cul » signifie « fond » et « vau » qui vient de « vaue », c'est-à-dire « voie », il s'agit donc du «fond de la voie», ce qui correspond très bien à la topographie de ce coin de Pâturages à l'extrême entre Wasmes et Eugies. 

### AuXIVesiècle
La commune s'étendait, vraisemblablement, du chemin de Binche vers le bois l'évêque en y comprenant la rue Mitoyenne d'Eugies et une partie de La Bouverie. Pâturages était alors une dépendance de Quaregnon. Les habitants de ces communes avaient le droit exclusif de faire paître leurs troupeaux, de tailler des coupes dans le bois et de tirer du sable et des pierres (Chemin de Binche et bois l'évêque).
Dans le bois l'Évêque tout proche, les loups (les leus) venaient se nourrir de quelques bêtes, ce qui provoqua une peur immense, d'où la naissance de croyance populaire. Aussi quand ces canidés eurent disparu de nos contées, chassés par les défricheurs et les bâtisseurs, leur fit-on place dans la légende et dans le folklore.
Au XIVe siècle jusqu'à la fin de l'Ancien Régime : ces pâturages étaient soumis au « droit de champiage » des villages de Frameries, Quaregnon. C'est sur ce territoire que sont situés les premiers charbonnages du couchant de Mons.

### AuXVesiècle
En 1410, on trouvait sur Pâturages un lieu-dit  « le Casteil le diaule » ou Château du Diable, comme celui de Quaregnon. Y aurait-il eu là, une vieille ruine romaine ou franque, que le populaire aurait baptisée de cette appellation mystérieuse ?

### AuXVIesiècle
En 1772, dressé dans une liste officielle, Pâturages est cité comme village. L'abbaye de Saint-Ghislain était collateur de la paroisse de Pâturages qui fut démembrée, en 1685, de celle de Quaregnon. 

### Début duXVIIIesiècle
Dès le début du XVIIIe siècle, l'extraction de la houille se faisait à Pâturages, voire au siècle précédent. C'est cette industrie qui a donné une grande extension à l'agglomération devenue de nos jours, l'une des plus populeuses du Borinage. 
À la Révolution, la commune fut choisie comme chef-lieu de canton et siège d'une administration cantonale. 

### LeXXesiècle

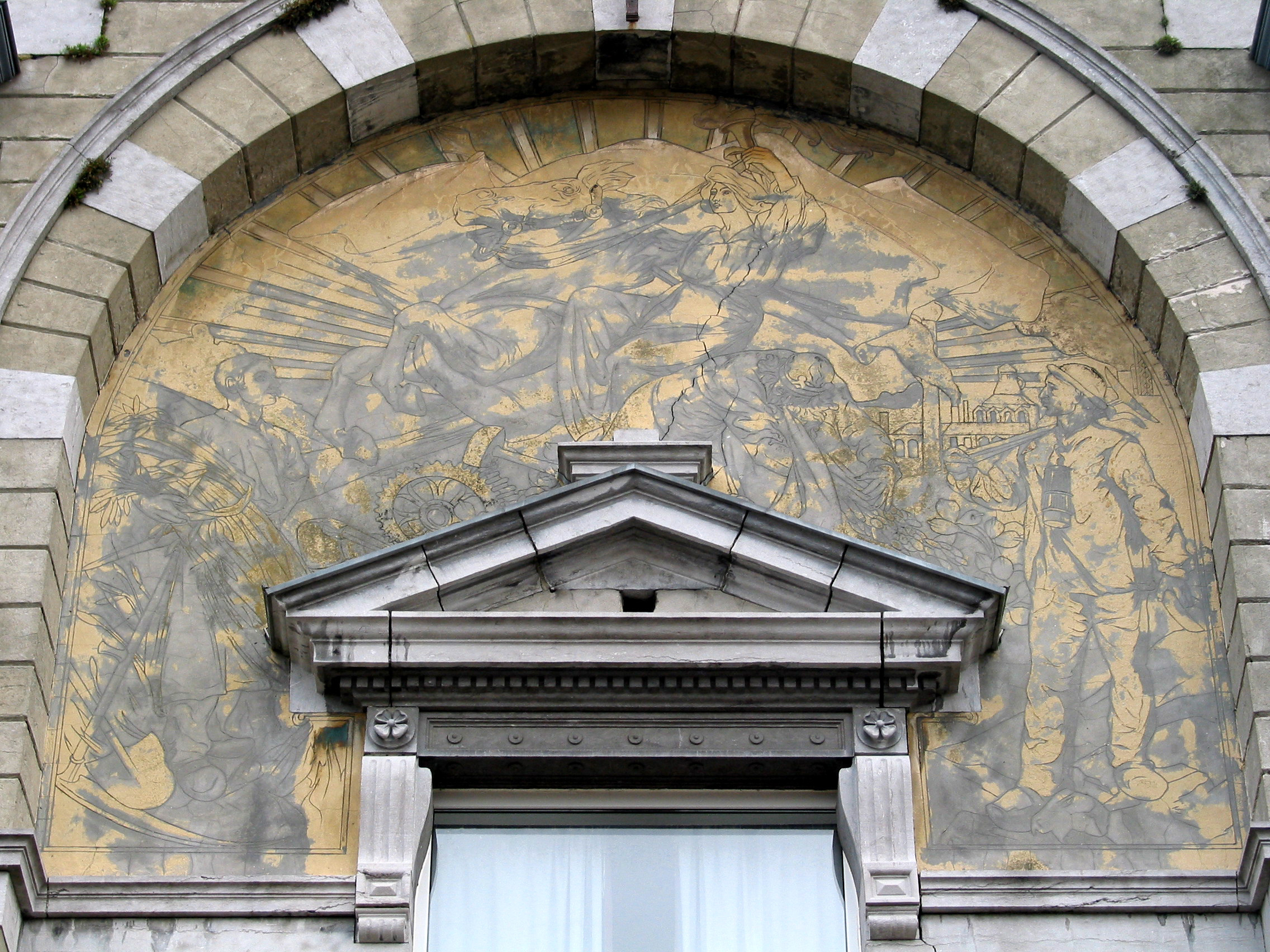
Sgraffite réalisé par Paul Cauchie sur la façade de la maison du peuple.

Le samedi 26 août 1961 : sous le patronage de l'administration communale "El d'jeu Dou leu" a eu lieu la première fois, à l'initiative de Marcel Fléron secrétaire communal de Pâturages. Marcel Fléron pensait que, puisqu'il y existait des jeux folkloriques comme "Le Lumeçon" à Mons, pourquoi les Pâturageois que l'on appelle encore souvent "les leus dou Pasturache" ne pourraient-ils aussi posséder leur "leu de légende" ? Messieurs le Bourgmestre Achille Delattre et Arthur Nazé échevin de l'instruction publique admirent aussitôt le principe.
En 1977, comme les autres communes du pays, Pâturages fusionna avec Wasmes et Warquignies pour constituer la nouvelle entité de Colfontaine. Contrairement à la plupart des communes fusionnées, cette entité ne porte pas le nom de l'une des anciennes communes qui la composent : Pâturages, Wasmes et Warquignies ont été oubliés pour faire place au nom de Colfontaine, qui désigne un bois. Cet espace vert faisait jadis partie de la grande forêt Charbonnière qui couvrait la Belgique. La forêt de Mormal en France au sud de Bavay en est vestige.
Dès l'installation du christianisme, l'abbaye de Saint-Ghislain relevait de l'évêché de Cambrai. Cet évêché s'étendait sur d'importants territoires. Aux alentours de 110, un seigneur de Fontaine-l'Évêque fut ordonné évêque de Cambrai. Il s'appelait Colart de Fontaine. L'union de ces deux noms donna Colfontaine.

## Héraldique
|  | Blasonnement : Écartelé aux 1 et 4 de sinople au huchet d'or, aux 2 et 3 de sable aux trois haveuses d'argent. - Arrêté royal : 5 novembre 1913 |

## Patrimoine et culture

### Culture

#### Cinéma
- Papotages à Pâturages, de Richard Olivier (1990 ; 13 minutes, réalisé en 16 mm pour la télévision)

## Économie

### Imprimerie
Le Hainaut est de toutes les provinces celle où l'imprimerie s'est le plus développée vers 1850. C'est particulièrement dans les localités où l'industrie charbonnière était en pleine activité, et où la population s'était accrue dans une si grande proportion, que le besoin d'avoir une presse s'est fait sentir. La première imprimerie du Borinage fut établie à Pâturages par Pierre-Philippe Caufriez (né le 8 mars 1803 à Pâturages et décédé 28 février 1868 dans la même commune). Il y publia en 1844 un journal hebdomadaire sous le titre de L'Écho du Borinage. Caufriez a fait paraître un Almanach borain.

## Galerie

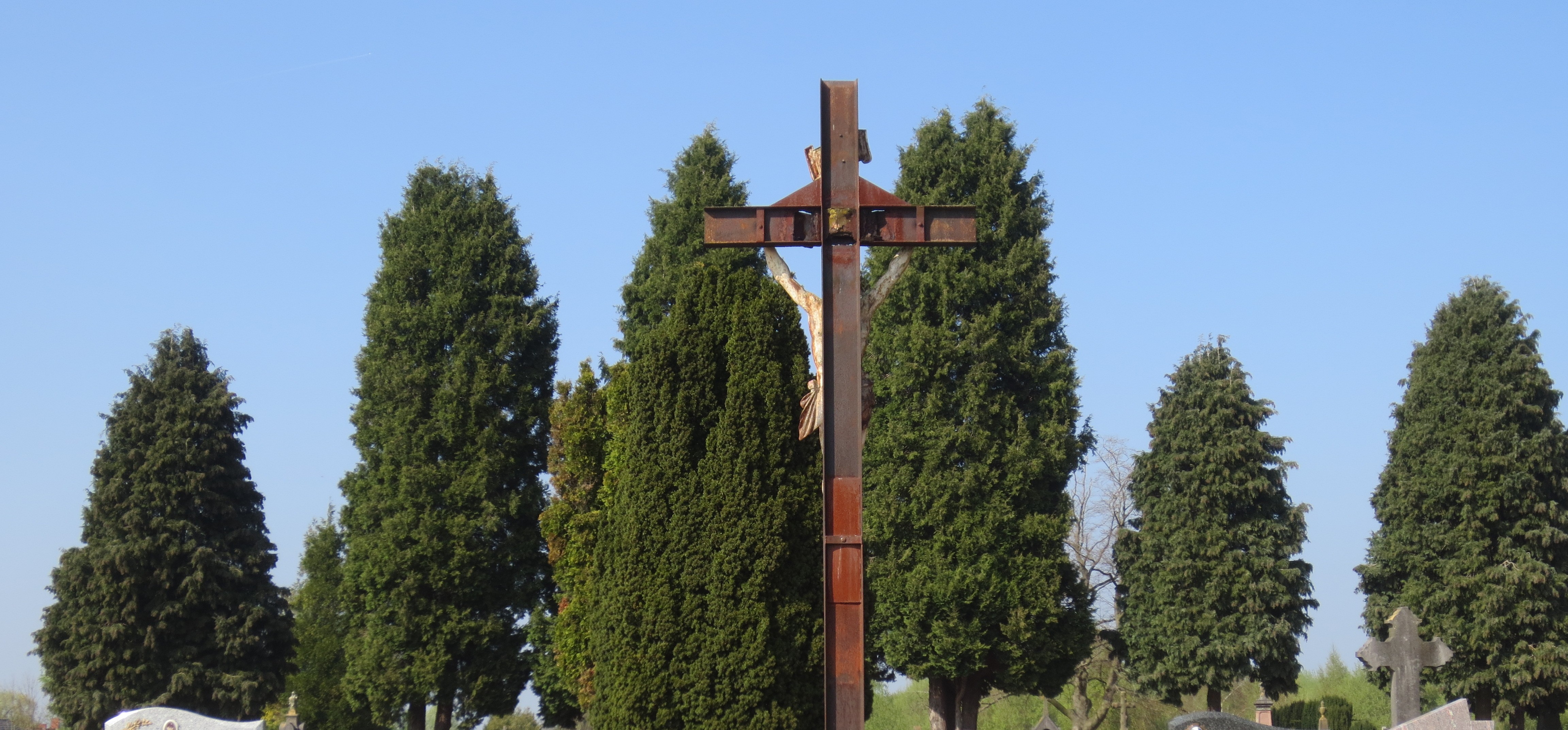
Le calvaire.
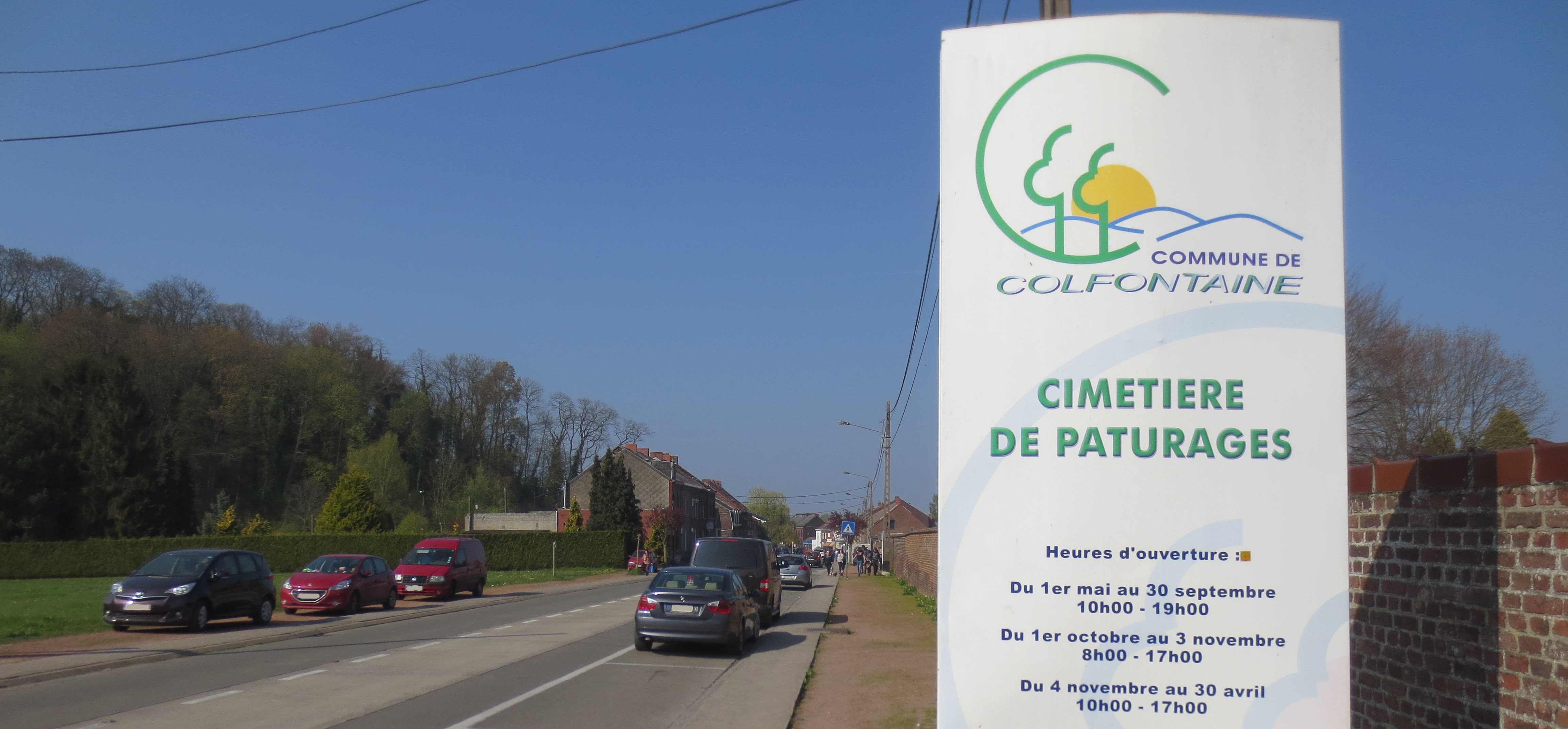
Le cimetière.
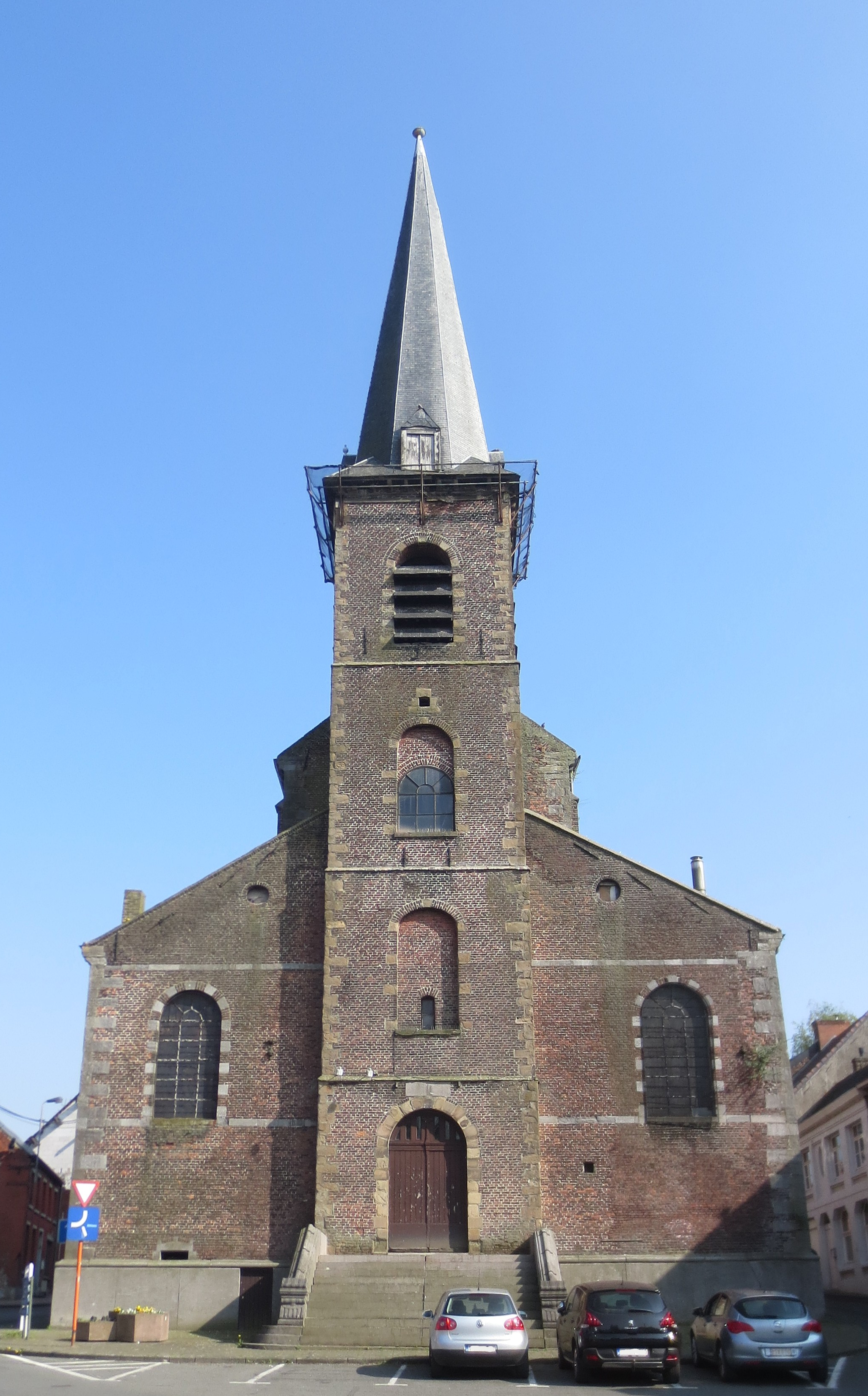
L'église.
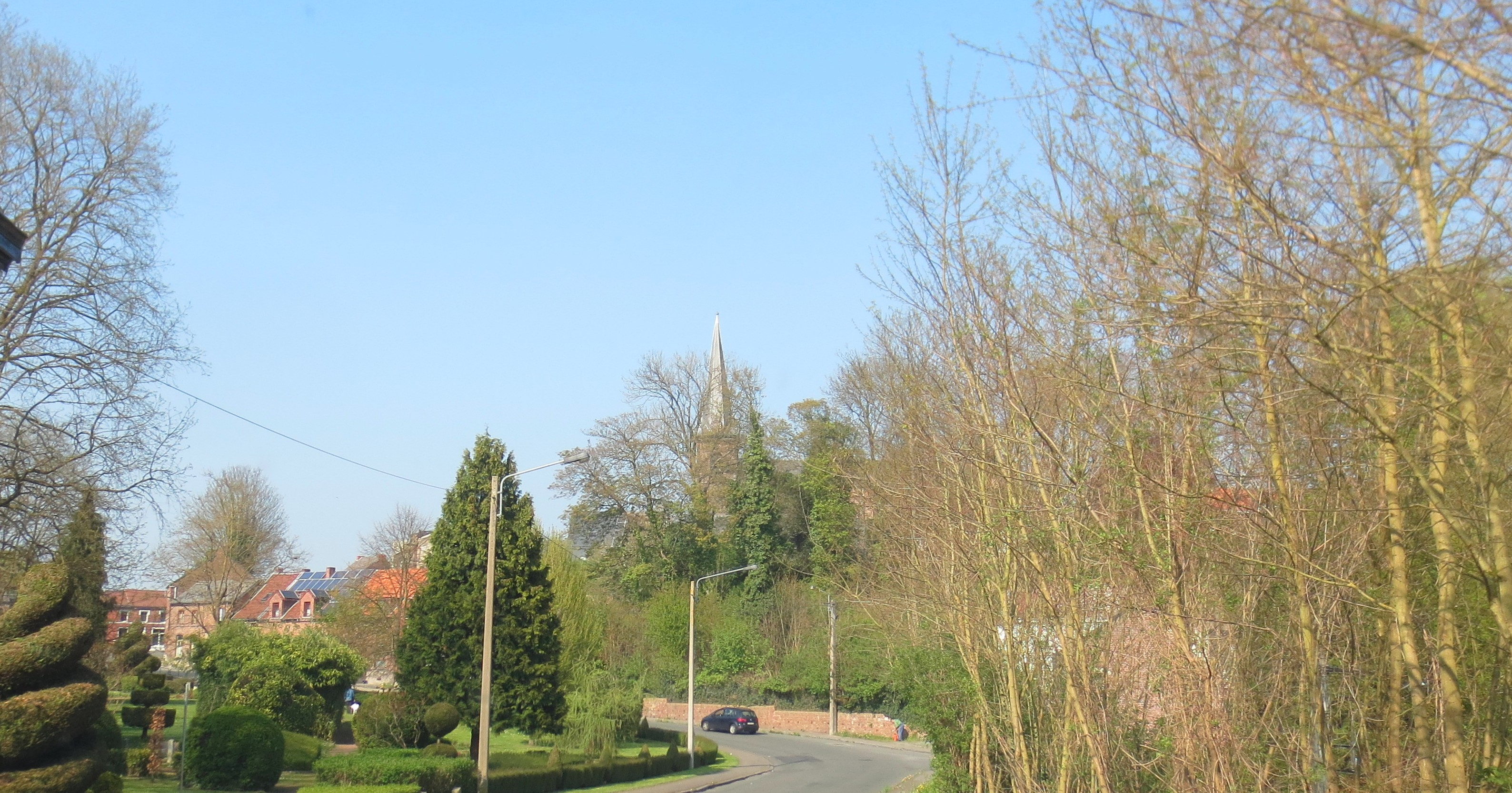
La route.

## Personnages célèbres
- Vincent van Gogh (1853-1890), peintre. Sa traversée du Borinage commença à Pâturages, en 1878. Le jeune homme, âgé de 25 ans, est accueilli par un pasteur qui l'installa chez un colporteur au 39, rue de l'Église.
- Augustin Dupont, Écrivain. Pièces patriotiques : L'départ du pioyte (1919), Pou l' patrie (1919, 3 actes); Filoche, camelot nouveau riche (1922). Fâte grisou, 4 actes avec chants, créée le 11/11/1933 à Pâturages ; « scènes vécues de la vie du mineur, montrant l'esprit de solidarité et de sacrifice de ces travailleurs, sentiments dus aux dures exigences du métier. Pièce réaliste ».
- Achille Delattre, Homme politique, membre du Parti ouvrier belge (POB).
- Armand Simon (Pâturages, 1906 - 1981), dessinateur surréaliste du Hainaut.
- Pierre Ruelle (1911-1993), romaniste et académicien.